# Tyniec Legnicki
Tyniec Legnicki is een dorp in de Poolse woiwodschap Neder-Silezië. De plaats maakt deel uit van de gemeente Ruja.

## Verkeer en vervoer
- Station Tyniec Legnicki